# Diana Sartor
Diana Sartor, née le 23 novembre 1970 à Dippoldiswalde, est une skeletoneuse allemande. Elle devient championne du monde en 2004 à Königssee. Lors de des deux participations aux Jeux olympiques en 2002 et 2006, elle termine quatrième.

## Palmarès

### Championnats du monde de skeleton
- 2004 :  Médaille d'or.

### Coupe du monde
- Meilleur classement au général : 2e en 2004.
- 3e en 2006.
- 5 podiums : 2 deuxièmes places et 3 troisièmes places.